# Quatre chansons d'Emil Stern et Serge Lama
Albums de Serge Lama
Sans toi
(1966)
Quatre chansons d'Emil Stern et Serge Lama est un 45 tours de Serge Lama sorti sous le label La voix de son maître en 1966,.

## Titres
Toutes les chansons sont écrites et composées par Serge Lama et Emil Stern.
| No | Titre                     | Durée |
| -- | ------------------------- | ----- |
| 1. | Avec leurs beaux sourires |       |
| 2. | On n'est pas né pour rien |       |
| 3. | Dis, Pedro                |       |
| 4. | Des plages blanches       |       |